# Підстолій великий коронний
Підстолій великий коронний (пол. Podstoli wielki koronny, лат. subdapifer Regni) — уряд дворський Корони Королівства Польського та Речі Посполитої.

## Історія
Підстолій великий коронний був помічником стольника великого коронного. До XIV століття це була посадова особа, що прислуговувала при столі короля. Під кінець правління Казимира IV Ягеллончика (із 1470-х рр.), до початку XIV століття з'являється спорадично під час двірських урочистостей. Початково функції підстолія полягали в підготовці монаршого столу та прислуговуванні під час урочистих учт. Стояв на чолі групи дворян, які слугували при монаршому столі. З часом (імовірно, з XIV століття) уряд підстолія великого коронного перейшов до категорії урядів «ґонорових», почесних.

## Деякі відомі підстолії великі коронні
- Себастьян Любомирський (1550—1558)
- Станіслав Конецпольський (1615—?)
- Данилович Іван Миколай (1620—1627)
- Єжи Оссолінський (з 1630 р.)
- Данилович Петро (1636—1638)
- Ян Пйотр Опалінський (1638—1645)
- Данилович Микола (з 1645 р.)
- Фелікс Казимир Потоцький (з 1663)
- Станіслав Іраклій Любомирський (з 1669 р.)
- Рафал Лєщинський (1676—1677)
- Єжи Домінік Любомирський (1695—1702)
- Стефан Гумецький (1702—1706)
- Станіслав Любомирський (з 1738 р.)
- Яцек Малаховський (з 1764 р.)
- Францішек Ксаверій Браницький (1764–1766)
- Станіслав Костка Потоцький (1781—1784)